# Australothis caesia
Australothis caesia là một loài bướm đêm trong họ Noctuidae.